# Agosto

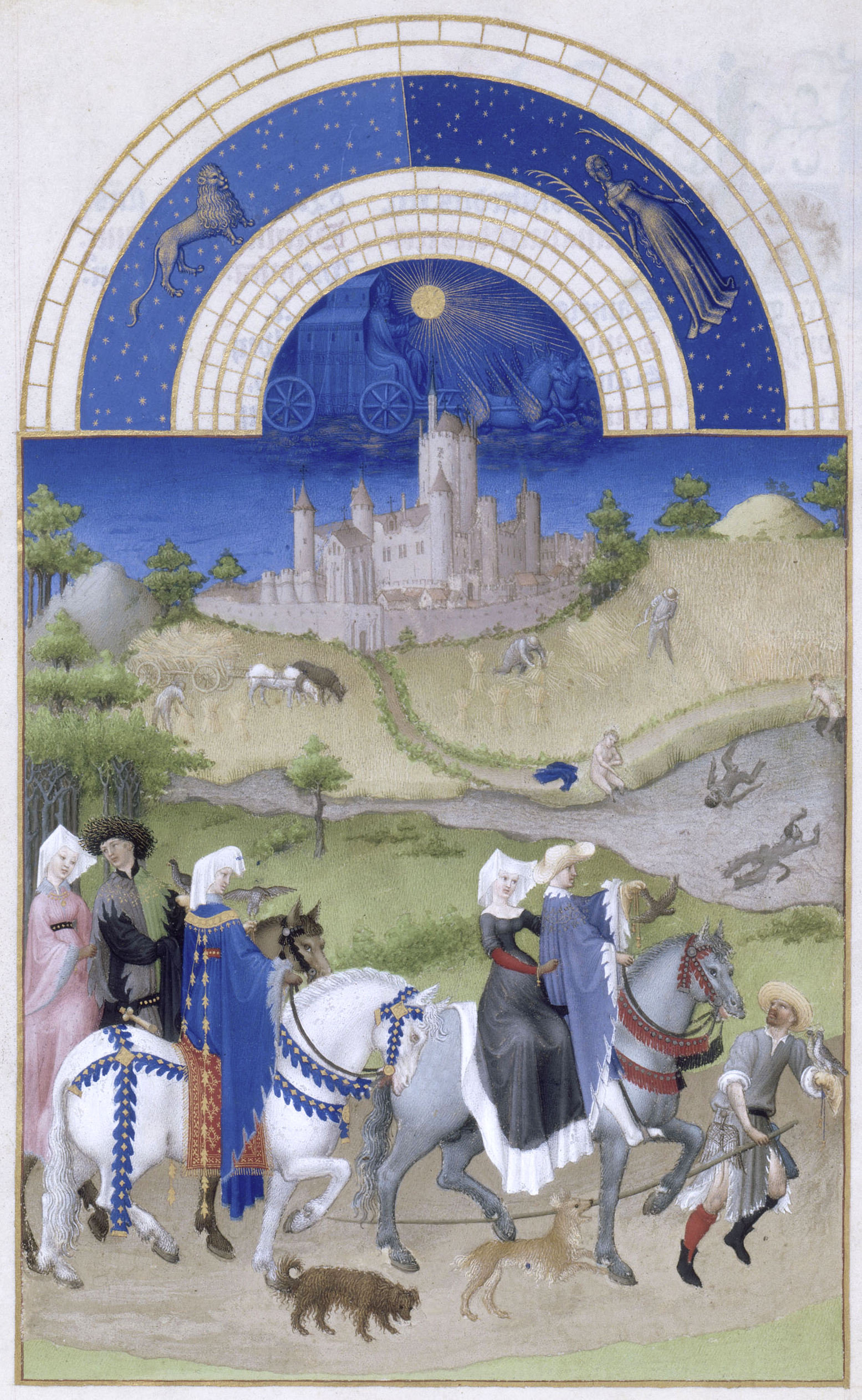
Agosto por, Les Très Riches Heures du duc de Berry.

Agosto (do latim: augustus) é o oitavo mês do calendário gregoriano. É assim chamado por decreto em honra do Imperador César Augusto. Antes dessa mudança, agosto era denominado Sextilis ou Sextil, visto que era o sexto mês no calendário de Rômulo. É dito com frequência que o mês possui 31 dias porque César Augusto queria o mesmo número de dias do seu antecessor, porém, agosto (Sextilis) tem 31 dias desde a reforma feita por Júlio César. Esta teoria falsa foi inventada por Sacrobosco no século XIII e há bastante tempo que foi contestada.
Na astrologia, Agosto começa com o sol no signo de Leão (até 21 de agosto) e termina em Virgem (22 de agosto adiante). No hemisfério sul, agosto é o equivalente sazonal de fevereiro no hemisfério norte.
A Igreja Católica dedica o mês de Agosto às Vocações e ao Santíssimo Sacramento.

## História
Agosto não começa no mesmo dia da semana que qualquer outro mês nos anos comuns, mas começa no mesmo dia da semana que fevereiro nos anos bissextos. Termina no mesmo dia da semana que novembro de cada ano. Nos anos anteriores aos anos comuns, ele começa e termina no mesmo dia da semana em maio do ano seguinte. Nos anos anteriores aos anos bissextos, ele começa e termina no mesmo dia da semana em outubro do ano seguinte e termina no mesmo dia da semana em fevereiro do ano seguinte. Em anos comuns precedidos de qualquer ano, agosto começa no mesmo dia da semana que março e novembro e termina no mesmo dia da semana que março e junho. Em anos bissextos, começa no mesmo dia da semana em junho do ano anterior e termina no mesmo dia da semana em setembro do ano anterior. Em anos comuns precedidos por anos comuns, agosto começa no mesmo dia da semana que fevereiro do ano anterior. 
Em muitos países europeus, agosto é o mês de férias para a maioria dos trabalhadores. Numerosos feriados religiosos ocorreram durante o mês de agosto na Roma antiga . 
Algumas chuvas de meteoros ocorrem em agosto. Os Kappa Cygnids acontecem em agosto, com as datas variando a cada ano. A chuva de meteoros Alpha Capricornids ocorre já em 10 de julho e termina por volta de 10 de agosto, e os Aquariids do Delta do Sul acontecem de meados de julho a meados de agosto, com o pico geralmente em torno de 28-29 de julho. As Perseidas, uma grande chuva de meteoros, normalmente ocorre entre 17 de julho e 24 de agosto, com os dias do pico variando anualmente. O aglomerado de estrelas de Messier 30 é melhor observado por volta de agosto . 

## Datas comemorativas

### Brasil
- Dia do Padre (4 de agosto)
- Dia da Saúde (5 de agosto)
- Dia dos Pais (segundo domingo)
- Dia do Estudante (11 de agosto)
- Dia de Nossa Senhora da Boa Viagem (padroeira de Belo Horizonte) (15 de agosto)
- Dia do Estagiário (18 de agosto)
- Dia do Patrimônio Histórico (18 de agosto)
- Dia do Historiador (19 de agosto)
- Dia do Psicólogo (27 de agosto)

### Igreja Católica
- Dia de Santo Afonso de Ligório (1 de agosto)
- Dia de São João Maria Vianney (4 de agosto)
- Dia da Transfiguração do Senhor (6 de agosto)
- Dia de São Domingos de Gusmão (8 de agosto)
- Dia de Santa Filomena (10 de agosto)
- Dia de Santa Clara de Assis (11 de agosto)
- Dia de Nossa Senhora da Cabeça (12 de agosto)
- Dia de Santa Dulce dos Pobres (13 de agosto)
- Dia da Assunção de Maria (15 de agosto)
- Dia de São Bernardo de Claraval (20 de agosto)
- Dia do São Pio X (21 de agosto)
- Dia do Beato João Paulo I (26 de agosto)
- Dia de Santo Agostinho (28 de agosto)

## Nascimentos

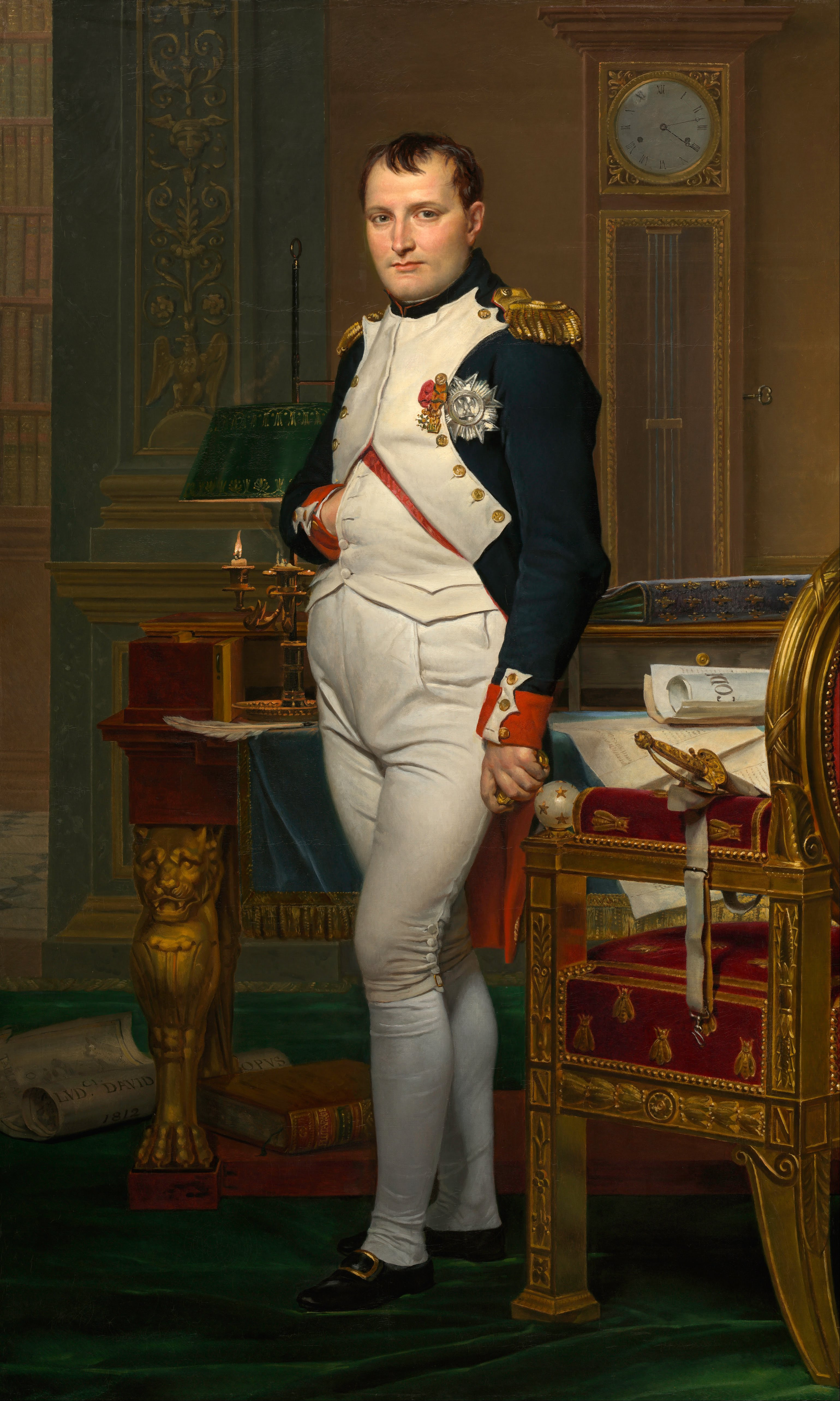
Napoleão Bonaparte

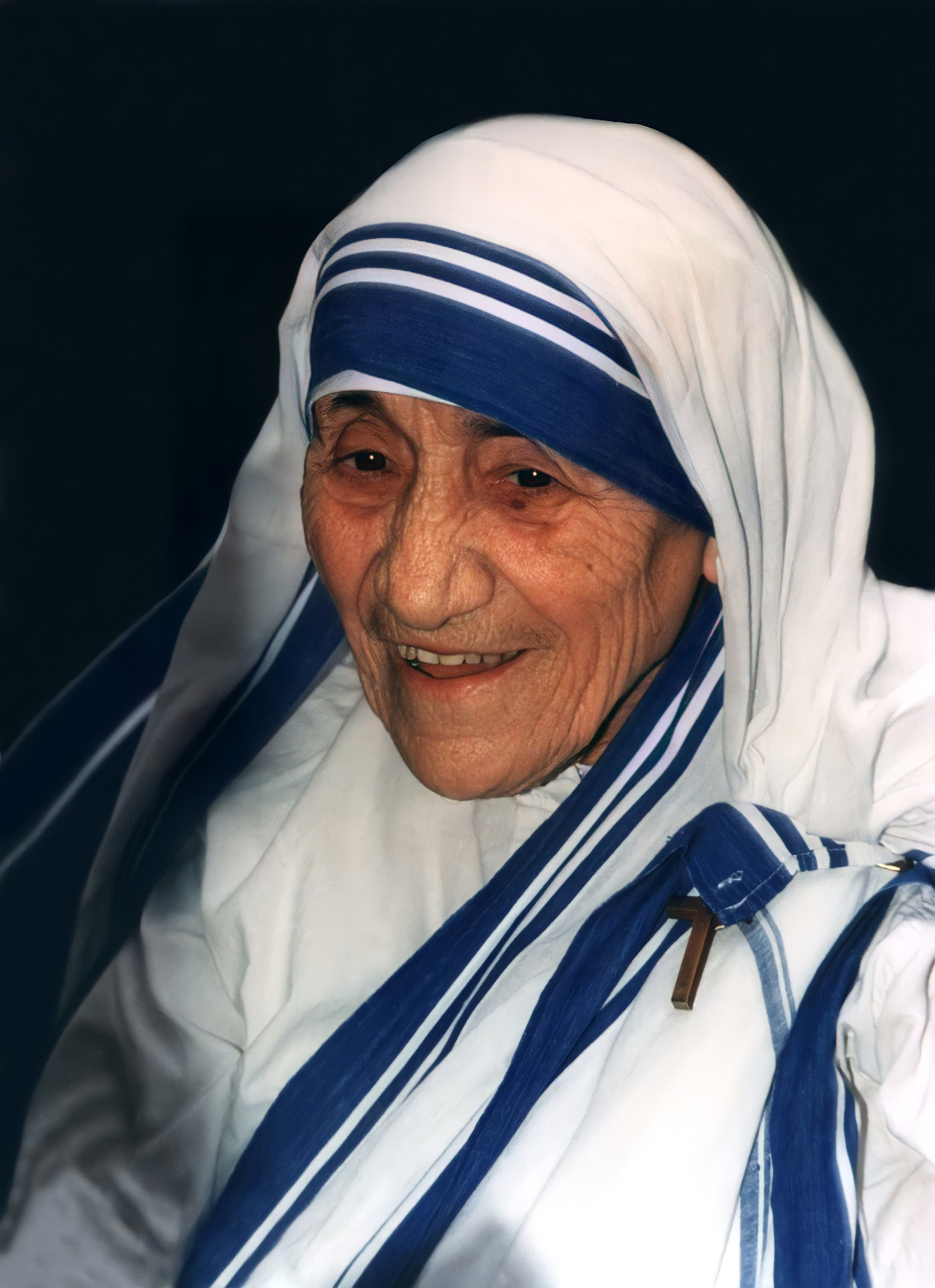
Madre Teresa de Calcutá

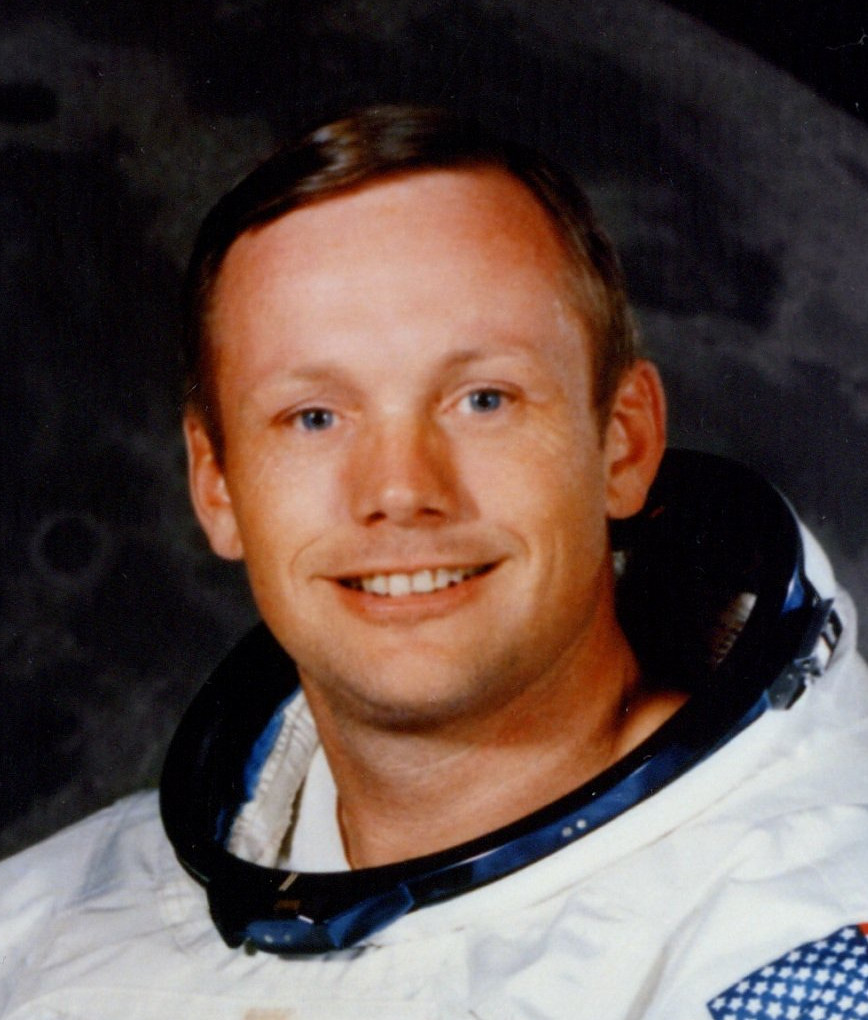
Neil Armstrong

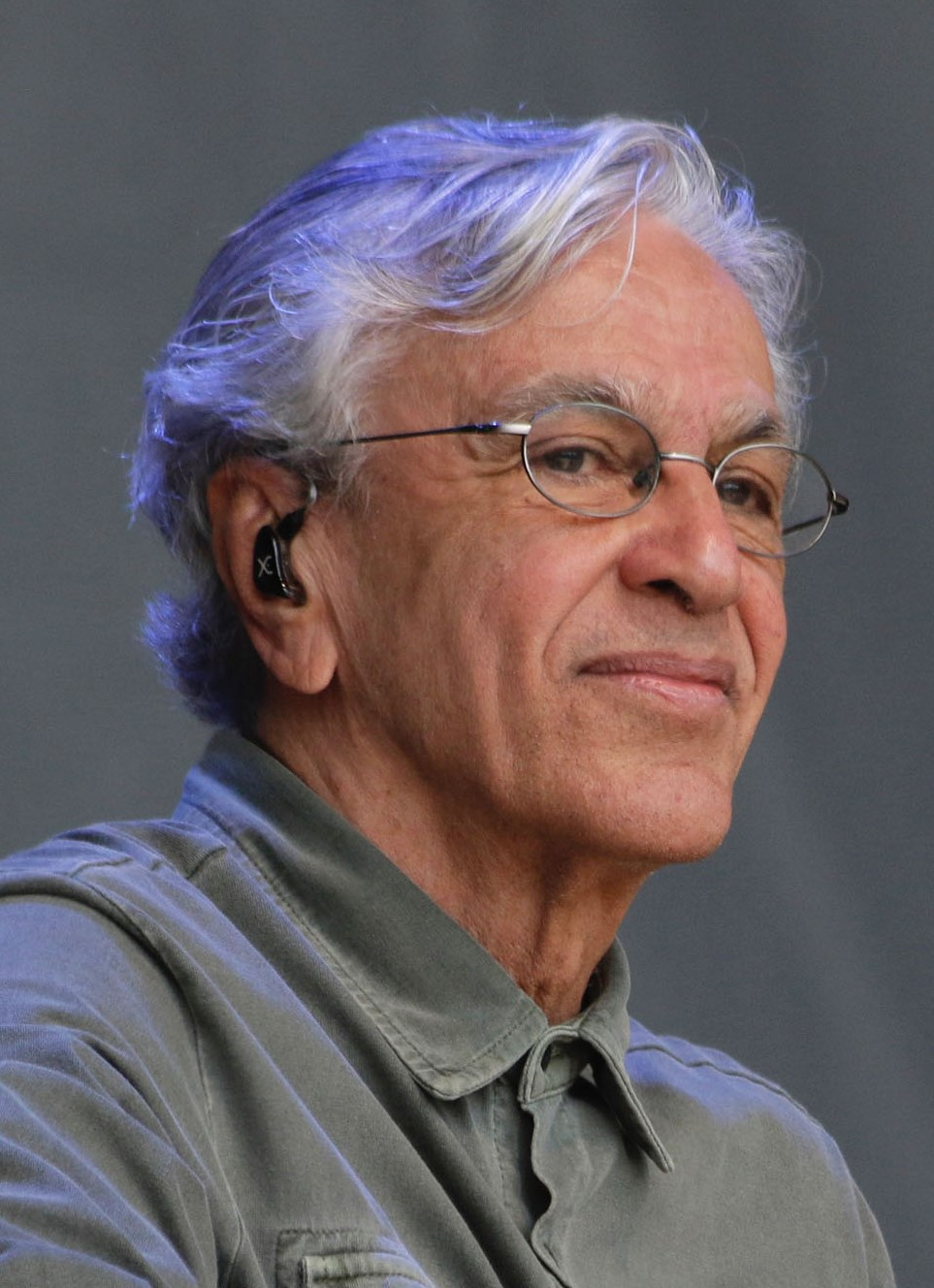
Caetano Veloso

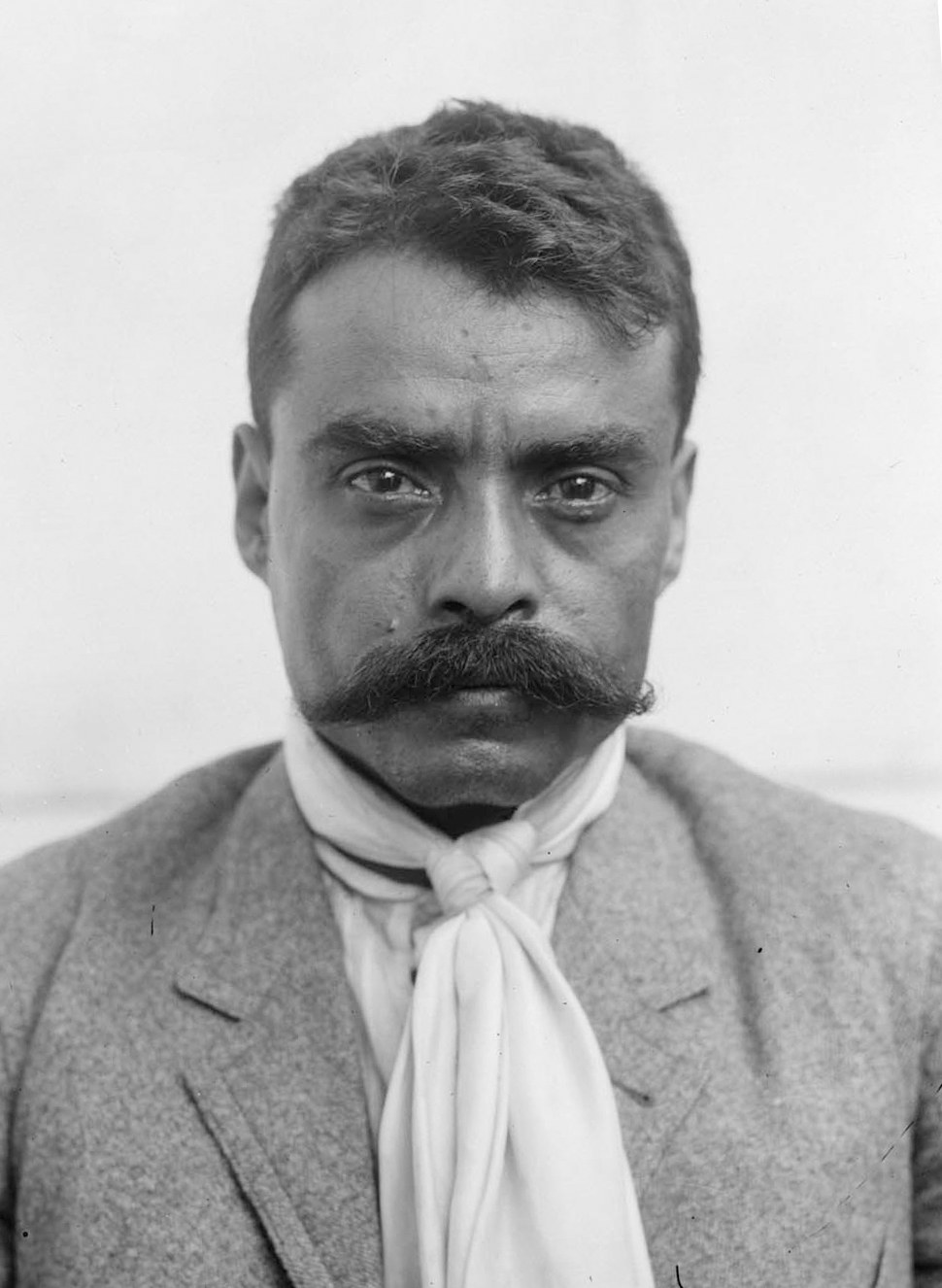
Emiliano Zapata

Barack Obama

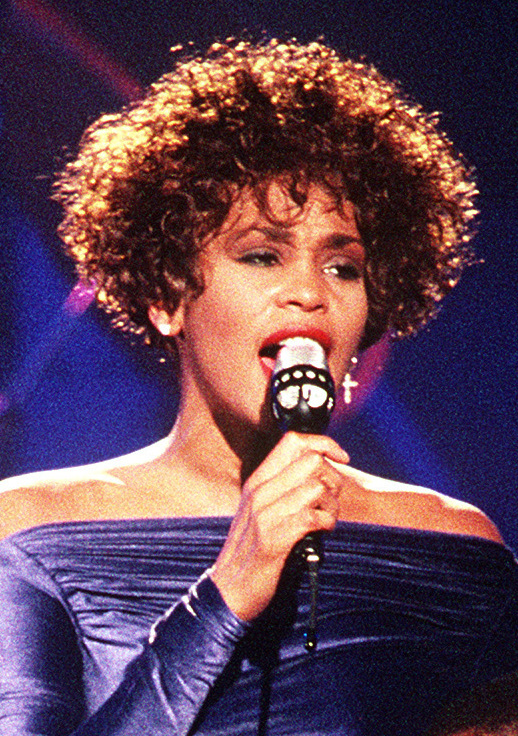
Whitney Houston

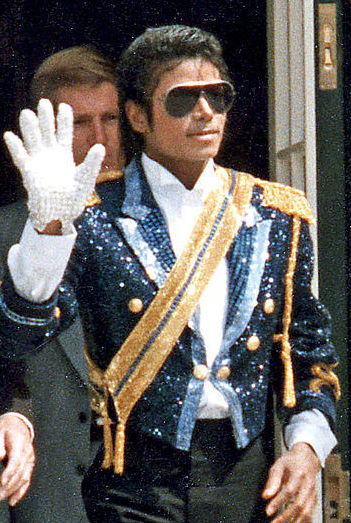
Michael Jackson

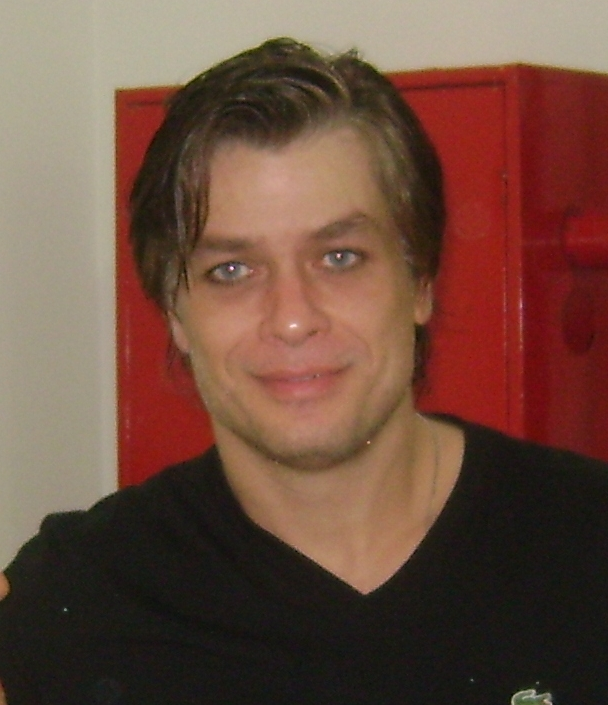
Fábio Assunção

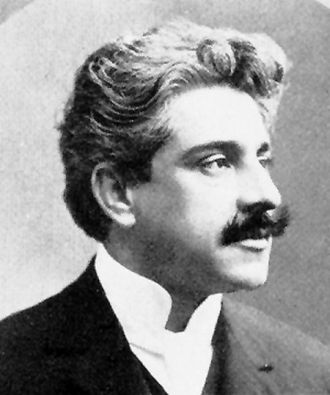
Oswaldo Cruz

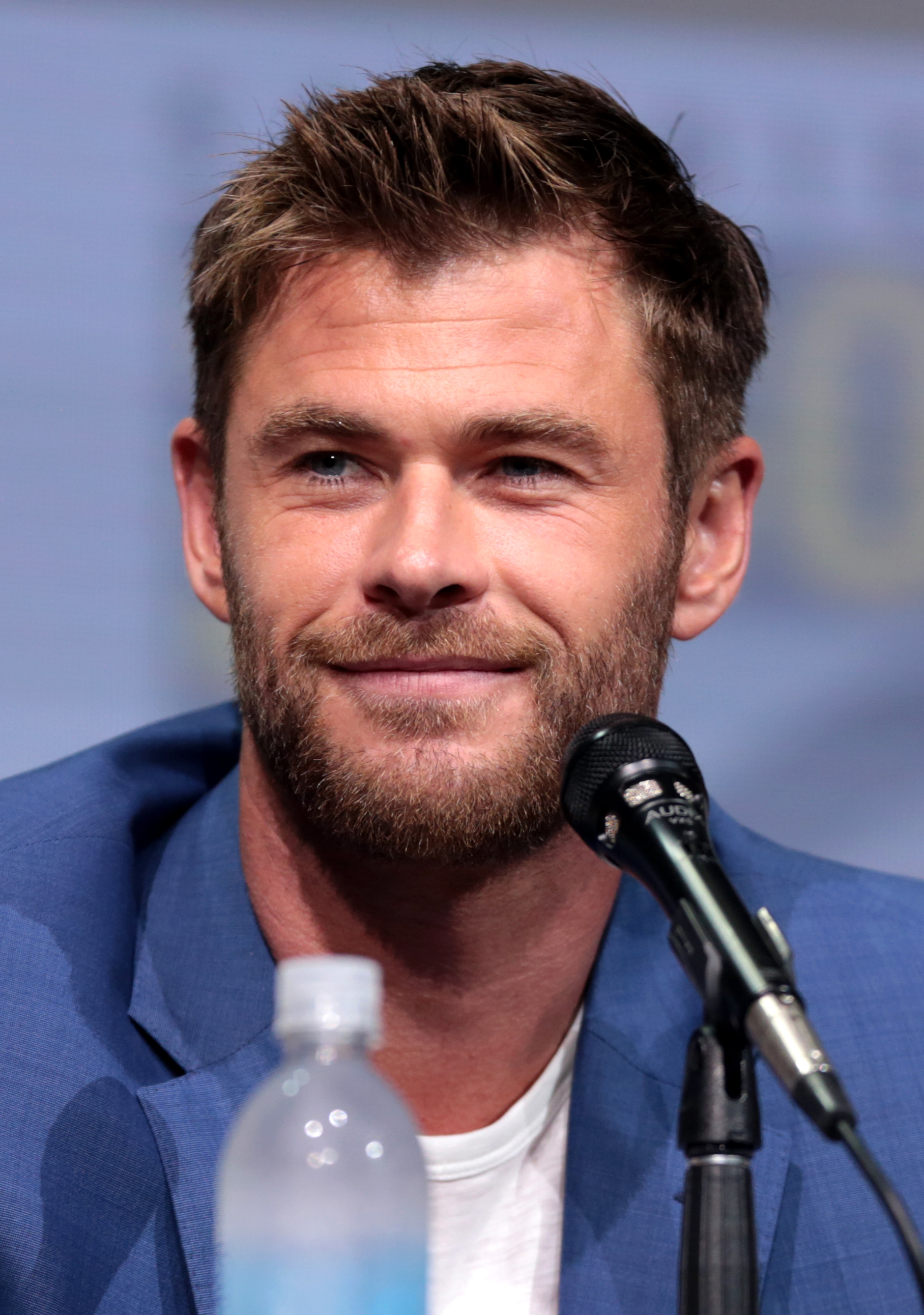
Chris Hemsworth

Mary Shelley

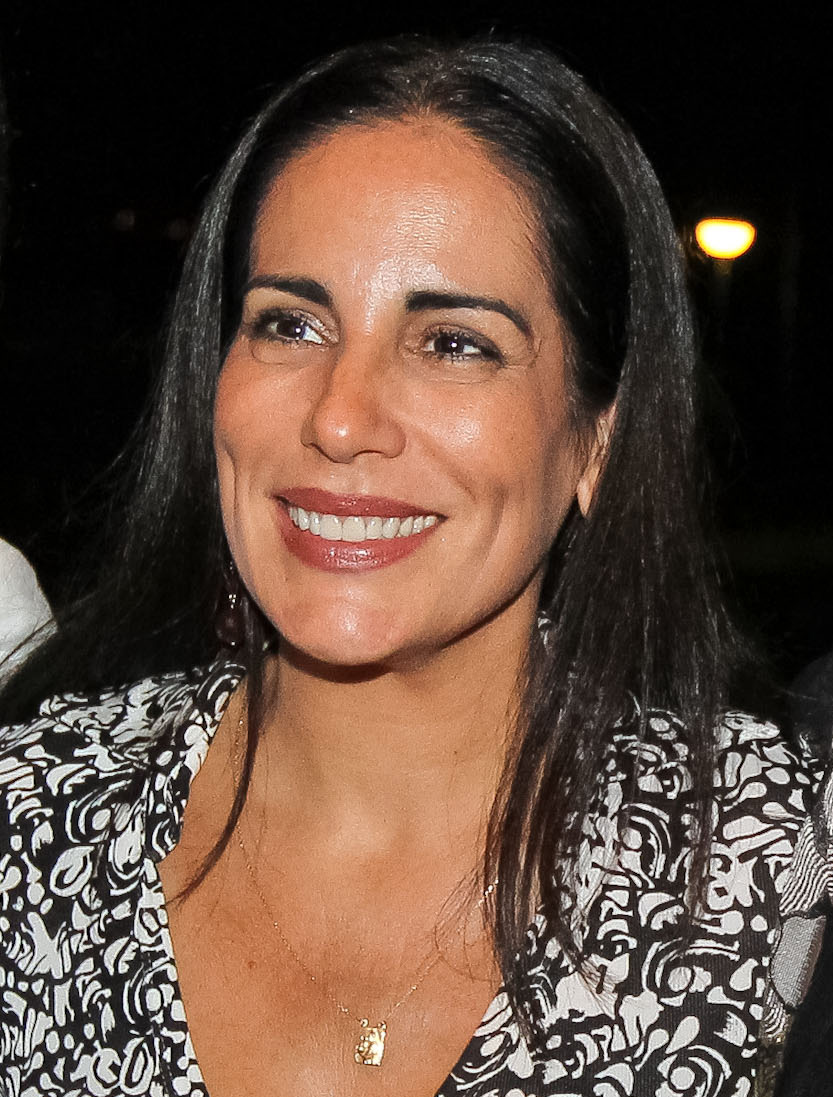
Glória Pires

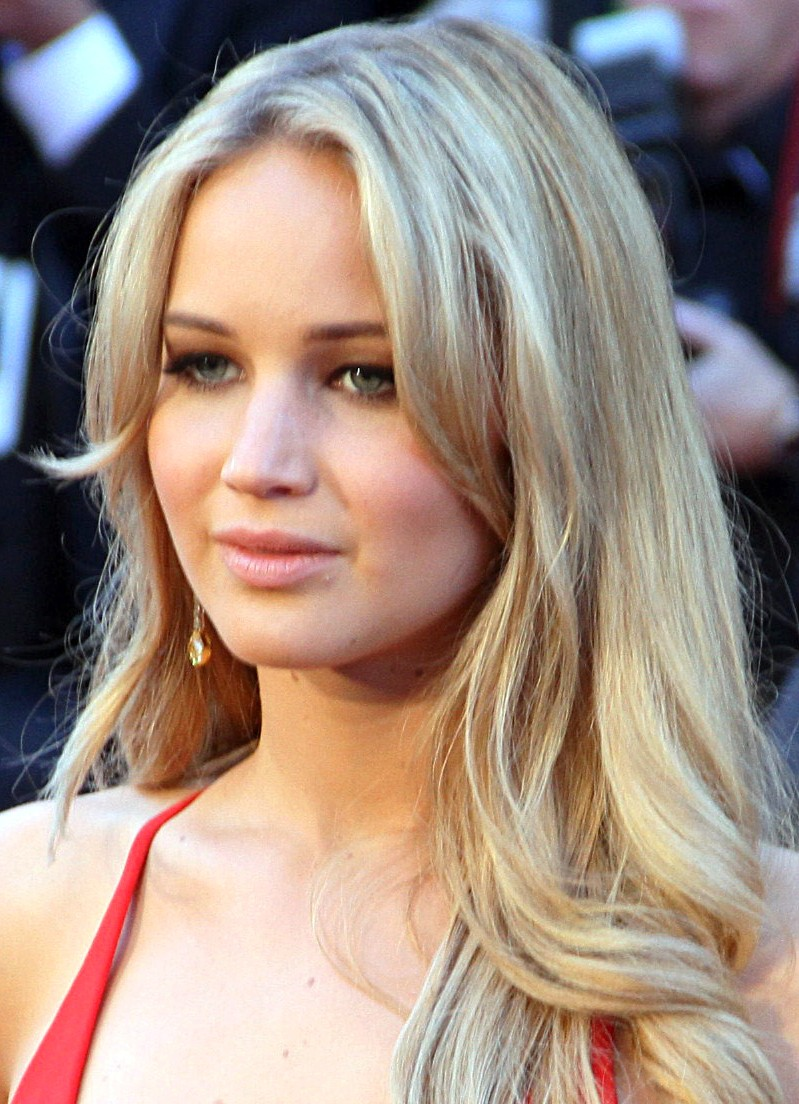
Jennifer Lawrence

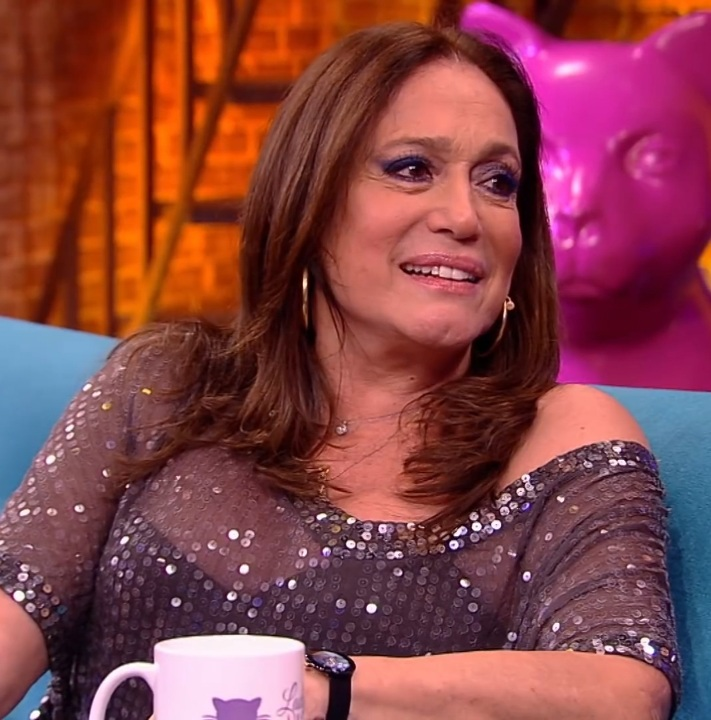
Susana Vieira

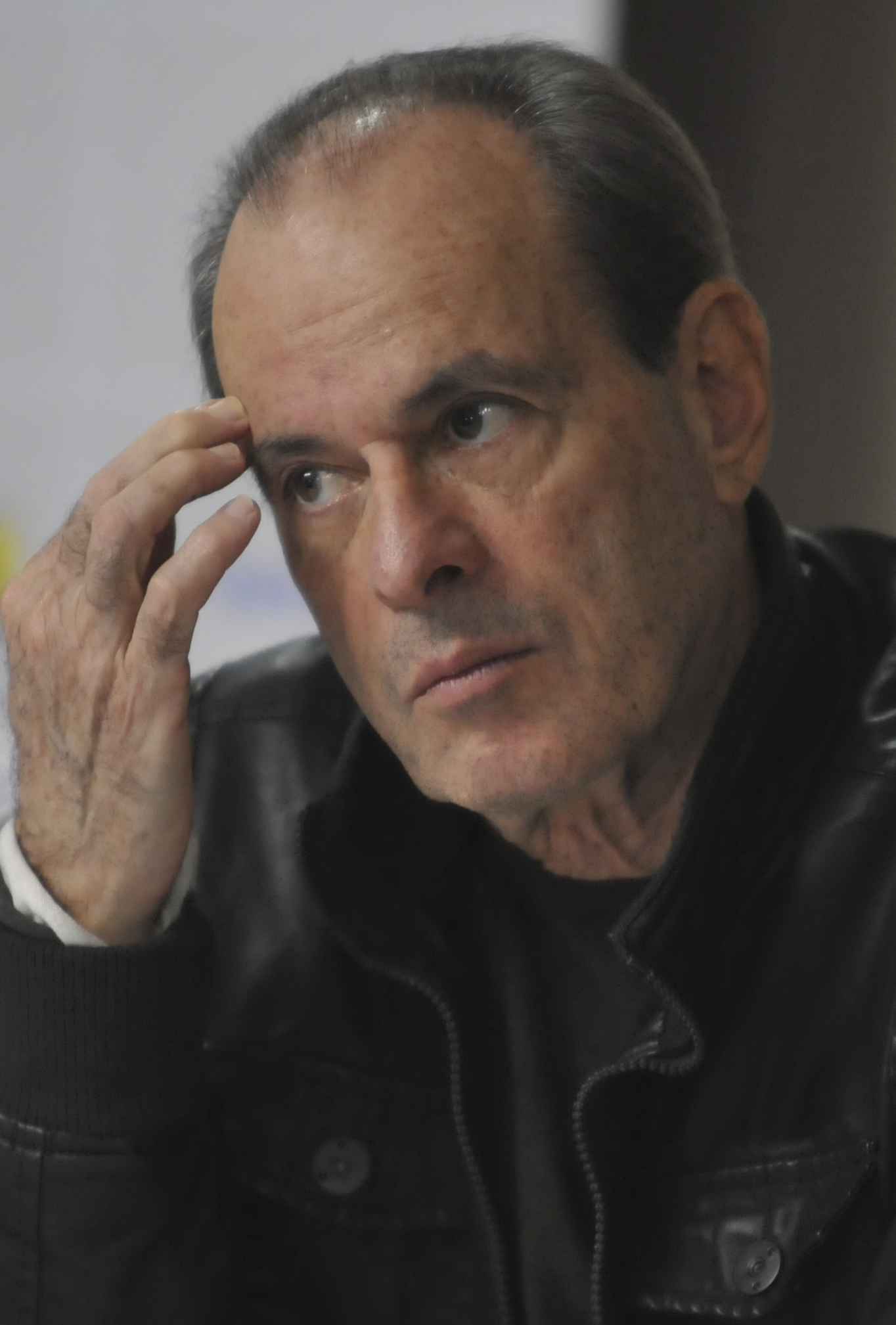
Ney Matogrosso

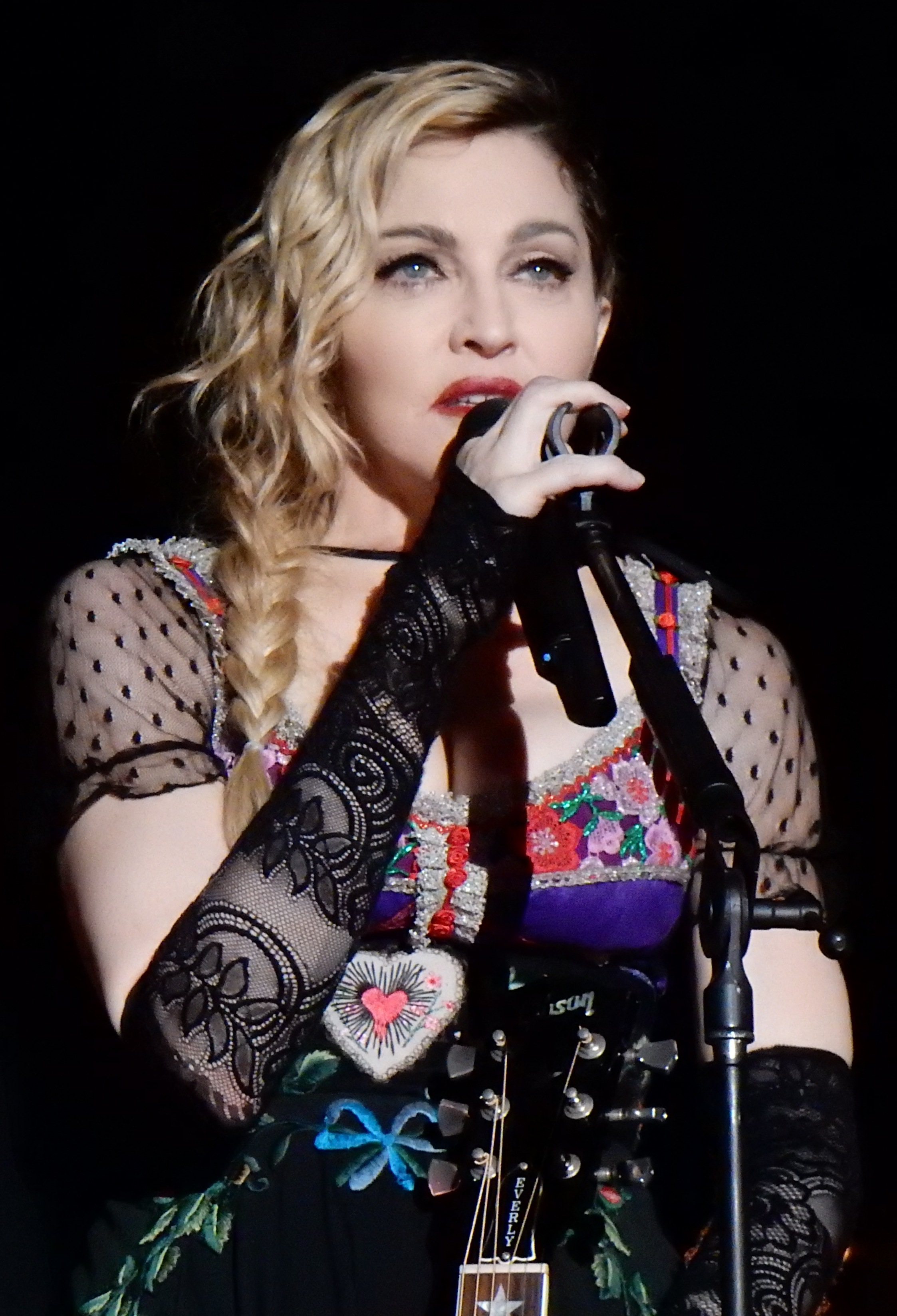
Madonna

- 1 de agosto de 10 a.C. — Cláudio, imperador romano (m. 54).
- 1 de agosto de 1865 — Eugênio, Duque da Nerícia (m. 1947).
- 1 de agosto de 1893 — Alexandre I da Grécia (m. 1920).
- 1 de agosto de 1941 — Ney Matogrosso, músico brasileiro.
- 1 de agosto de 1972 — Sergio Moro, magistrado brasileiro.
- 1 de agosto de 1978 — Gaby Amarantos, cantora brasileira.
- 1 de agosto de 1992 — Ben Rosenfield, ator e músico norte-americano.
- 1 de agosto de 1996 — Cymphonique Miller, atriz, cantora e compositora estadunidense.
- 2 de agosto de 1824 — Francisca de Bragança, princesa do Brasil (m. 1898).
- 2 de agosto de 1868 — Constantino I da Grécia (m. 1923).
- 2 de agosto de 1923 — Shimon Peres, político israelense (m. 2016).
- 2 de agosto de 1954 — António Manuel Ribeiro, poeta, compositor e músico português.
- 2 de agosto de 1957 — João Kléber, apresentador de televisão brasileiro.
- 2 de agosto de 1977 — Edward Furlong, ator norte-americano.
- 2 de agosto de 1992 — Charli XCX, cantora britânica.
- 3 de agosto de 1872 — Haakon VII da Noruega (m. 1957).
- 3 de agosto de 1904[5][6] — Dolores del Río, atriz mexicana (m. 1983).
- 3 de agosto de 1907 — Ernesto Geisel, político e militar brasileiro (m. 1996).
- 3 de agosto de 1973 — Isabel Fillardis, atriz brasileira.
- 3 de agosto de 1977 — Tom Brady, jogador de futebol americano estadunidense.
- 4 de agosto de 1521 — Papa Urbano VII (m. 1590).
- 4 de agosto de 1900 — Isabel Bowes-Lyon, rainha consorte do Reino Unido (m. 2002).
- 4 de agosto de 1901 — Louis Armstrong, músico norte-americano (m. 1971).
- 4 de agosto de 1961 — Barack Obama, político norte-americano.
- 4 de agosto de 1981 — Meghan, Duquesa de Sussex.
- 4 de agosto de 1995 — Bruna Marquezine, atriz brasileira.
- 5 de agosto de 1827 — Manoel Deodoro da Fonseca, político brasileiro (m. 1892).
- 5 de agosto de 1833 — Carolina de Vasa, rainha da Saxônia (m. 1907).
- 5 de agosto de 1872 — Oswaldo Cruz, médico infectologista brasileiro (m. 1917).
- 5 de agosto de 1929 — Nathalia Timberg, atriz brasileira.
- 5 de agosto de 1930 — Neil Armstrong, astronauta norte-americano (m. 2012).
- 5 de agosto de 1997 — Olivia Holt, atriz e cantora norte-americana.
- 6 de agosto de 1775 — Daniel O'Connell, político irlandês (m. 1847).
- 6 de agosto de 1844 — Alfredo, Duque de Saxe-Coburgo-Gota (m. 1900).
- 6 de agosto de 1911 — Lucille Ball, atriz e comediante estadunidense (m. 1989).
- 6 de agosto de 1920 — Ella Raines, atriz estadunidense (m. 1988).
- 6 de agosto de 1993 — Charlotte McKinney, atriz e modelo norte-americana.
- 7 de agosto de 1932 — Abebe Bikila, maratonista etíope (m. 1973).
- 7 de agosto de 1942 — Caetano Veloso, cantor e compositor brasileiro.
- 7 de agosto de 1975 — Charlize Theron, atriz sul-africana.
- 7 de agosto de 1996 — Dani Ceballos, futebolista espanhol.
- 8 de agosto de 1875 — Artur Bernardes, político brasileiro (m. 1955).
- 8 de agosto de 1879 — Emiliano Zapata, líder revolucionário mexicano (m. 1919).
- 8 de agosto de 1932 — Zito, futebolista brasileiro (m. 2015).
- 8 de agosto de 1974 — Preta Gil, atriz e cantora brasileira.
- 8 de agosto de 1993 — Jessie Rogers, atriz brasileira.
- 8 de agosto de 1998 — Shawn Mendes, cantor canadense.
- 9 de agosto de 1847 — Maria Vitória dal Pozzo, rainha consorte da Espanha (m. 1876).
- 9 de agosto de 1899 — Armand Salacrou, dramaturgo francês (m. 1989).
- 9 de agosto de 1931 — Zagallo, ex-futebolista e ex-treinador de futebol brasileiro.
- 9 de agosto de 1956 — Fafá de Belém, cantora e atriz brasileira.
- 9 de agosto de 1963 — Whitney Houston, atriz, modelo, produtora e cantora norte-americana (m. 2012).
- 9 de agosto de 1990 — Adelaide Kane, atriz australiana.
- 10 de agosto de 1782 — Vicente Guerrero, independentista mexicano (m. 1831).
- 10 de agosto de 1874 — Herbert Hoover, político estadunidense (m. 1964).
- 10 de agosto de 1960 — Antonio Banderas, ator e produtor de cinema espanhol.
- 10 de agosto de 1971 — Fábio Assunção, ator brasileiro.
- 10 de agosto de 1982 — John Alvbåge, futebolista sueco.
- 10 de agosto de 1997 — Kylie Jenner, modelo estadunidense.
- 11 de agosto de 1744 — Tomás Antônio Gonzaga, poeta brasileiro (m. 1810).
- 11 de agosto de 1837 — Marie François Sadi Carnot, político francês (m. 1894).
- 11 de agosto de 1970 — Daniella Perez, atriz brasileira (m. 1992).
- 11 de agosto de 1983 — Chris Hemsworth, ator australiano.
- 11 de agosto de 1983 — Tatá Werneck, atriz e comediante brasileira.
- 11 de agosto de 1998 — Nicolas Janvier, futebolista francês.
- 12 de agosto de 1762 — Jorge IV do Reino Unido (m. 1830).
- 12 de agosto de 1831 — Helena Blavatsky, escritora russa (m. 1891).
- 12 de agosto de 1856 — Eduardo Dato, político espanhol (m. 1921).
- 12 de agosto de 1904 — Alexei Nikolaevich Romanov, czarevich russo (m. 1918).
- 12 de agosto de 1942 — Clara Nunes, cantora brasileira (m. 1983).
- 12 de agosto de 1999 — Matthijs de Ligt, futebolista neerlandês.
- 13 de agosto de 1752 — Maria Carolina da Áustria (m. 1814).
- 13 de agosto de 1980 — Leandro, ex-futebolista brasileiro.
- 13 de agosto de 1982 — Sebastian Stan, ator norte-americano.
- 14 de agosto de 1724 — Luísa Isabel de França (m. 1759) e Henriqueta Ana de França (m. 1752).
- 14 de agosto de 1742 — Papa Pio VII (m. 1823).
- 14 de agosto de 1966 — Halle Berry, atriz norte-americana.
- 14 de agosto de 1983 — Mila Kunis, atriz ucraniana.
- 14 de agosto de 1989 — Ander Herrera, futebolista espanhol.
- 15 de agosto de 1195 — António de Lisboa, santo católico português (m. 1231).
- 15 de agosto de 1769 — Napoleão Bonaparte, general e imperador francês (m. 1821).
- 15 de agosto de 1950 — Anne, Princesa Real do Reino Unido.
- 15 de agosto de 1972 — Ben Affleck, ator estadunidense.
- 15 de agosto de 1987 — Ricardo Bueno, futebolista brasileiro.
- 15 de agosto de 1990 — Jennifer Lawrence, atriz estadunidense.
- 16 de agosto de 1815 — Dom Bosco, santo católico italiano (m. 1888).
- 16 de agosto de 1888 — T. E. Lawrence (Lawrence da Arábia), militar britânico (m. 1935).
- 16 de agosto de 1958 — Madonna, cantora e atriz estadunidense.
- 16 de agosto de 1994 — Julian Pollersbeck, futebolista alemão.
- 17 de agosto de 1887 — Carlos I da Áustria (m. 1922).
- 17 de agosto de 1893 — Mae West, atriz estadunidense (m. 1980).
- 17 de agosto de 1951 — Elba Ramalho, cantora brasileira.
- 17 de agosto de 1962 — Zezé di Camargo, cantor e compositor brasileiro.
- 18 de agosto de 1830 — Francisco José I da Áustria (m. 1916).
- 18 de agosto de 1893 — Ernest MacMillan, músico canadense (m. 1973).
- 18 de agosto de 1952 — Patrick Swayze, ator, bailarino e cantor estadunidense (m 2009).
- 18 de agosto de 1975 — Ricardo Tozzi, ator brasileiro.
- 18 de agosto de 1978 — Fabíula Nascimento, atriz brasileira.
- 18 de agosto de 1994 — Vitor Kley, cantor e compositor brasileiro.
- 18 de agosto de 1999 — Vitão, cantor e compositor brasileiro.
- 19 de agosto de 1743 — Madame du Barry, cortesã francesa (m. 1793).
- 19 de agosto de 1849 — Joaquim Nabuco, político e diplomata brasileiro (m. 1910).
- 19 de agosto de 1883 — Coco Chanel, estilista francesa (m. 1971).
- 20 de agosto de 1779 — Frei Caneca, religioso e revolucionário brasileiro (m. 1825).
- 20 de agosto de 1889 — Cora Coralina, poetisa e contista brasileira (m. 1985).
- 20 de agosto de 1946 — José Wilker, ator e diretor brasileiro (m. 2014).
- 20 de agosto de 1983 — Andrew Garfield, ator americano.
- 20 de agosto de 1992 — Demi Lovato, cantora, compositora e atriz norte-americana.
- 21 de agosto de 1567 — Francisco de Sales, santo e Doutor da Igreja (m. 1622).
- 21 de agosto de 1765 — Guilherme IV do Reino Unido (m. 1837).
- 21 de agosto de 1970 — Murilo Rosa, ator brasileiro.
- 21 de agosto de 1970 — Carmo Dalla Vecchia, ator brasileiro.
- 21 de agosto de 1983 — Scott McDonald, futebolista australiano.
- 21 de agosto de 1984 — Alizée, cantora francesa.
- 21 de agosto de 1996 — Sofyan Amrabat, futebolista marroquino.
- 22 de agosto de 1800 — Inácio de Sousa Rolim, sacerdote católico e educador brasileiro (m. 1899).
- 22 de agosto de 1930 — Gilmar dos Santos Neves, futebolista brasileiro (m. 2013).
- 22 de agosto de 1975 — Rodrigo Santoro, ator brasileiro.
- 23 de agosto de 1754 — Luís XVI de França (m. 1793).
- 23 de agosto de 1912 — Gene Kelly, ator e dançarino estadunidense (m. 1996).
- 23 de agosto de 1942 — Susana Vieira, atriz brasileira.
- 23 de agosto de 1963 — Glória Pires, atriz brasileira.
- 24 de agosto de 1759 — William Wilberforce, político e filantropo britânico (m. 1833).
- 24 de agosto de 1947 — Paulo Coelho, escritor e compositor brasileiro.
- 24 de agosto de 1969 — Pierfrancesco Favino, ator italiano.
- 24 de agosto de 1988 — Rupert Grint, ator britânico.
- 25 de agosto de 1803 — Luís Alves de Lima e Silva, o Duque de Caxias, militar brasileiro (m. 1880).
- 25 de agosto de 1905 — Faustina Kowalska, santa católica polonesa (m. 1938).
- 25 de agosto de 1981 — Rachel Bilson, atriz norte-americana.
- 26 de agosto de 1743 — Antoine Lavoisier, químico francês (m. 1794).
- 26 de agosto de 1819 — Alberto de Saxe-Coburgo-Gota, príncipe consorte britânico (m. 1861).
- 26 de agosto de 1897 — Joaquim Cardozo, engenheiro estrutural e poeta brasileiro (m. 1978).
- 26 de agosto de 1910 — Madre Teresa de Calcutá, religiosa indiana (m. 1997).
- 26 de agosto de 1971 — Thalía, atriz e cantora mexicana.
- 26 de agosto de 1980 — Macaulay Culkin, ator norte-americano.
- 26 de agosto de 1991 — Dylan O'Brien, ator estadunidense.
- 27 de agosto de 551 a.C. — Confúcio, filósofo chinês (m. 479 a.C.).
- 27 de agosto de 1809 — Hannibal Hamlin, político estadunidense (m. 1891).
- 27 de agosto de 1994 — Ellar Coltrane, ator estadunidense.
- 27 de agosto de 1997 — Lucas Paquetá, futebolista brasileiro.
- 28 de agosto de 1837 — Francisco, Duque de Teck (m. 1900).
- 28 de agosto de 1979 — Guilherme Winter, ator brasileiro.
- 28 de agosto de 1984 — Paula Fernandes, cantora e compositora brasileira.
- 28 de agosto de 1986 — Armie Hammer, ator estadunidense.
- 29 de agosto de 1632 — John Locke, filósofo inglês (m. 1704).
- 29 de agosto de 1915 — Ingrid Bergman, atriz sueca (m. 1982).
- 29 de agosto de 1958 — Michael Jackson, cantor, compositor, ator e dançarino estadunidense (m. 2009).
- 29 de agosto de 1996 — Anastasios Donis, futebolista grego.
- 30 de agosto de 1797 — Mary Shelley, escritora britânica (m. 1851).
- 30 de agosto de 1819 — Antônio José da Serra Gomes, diplomata e fidalgo brasileiro (m. 1891).
- 30 de agosto de 1927 — Bill Daily, comediante estadunidense (m. 2018).
- 30 de agosto de 1972 — Cameron Diaz, atriz estadunidense.
- 30 de agosto de 2005 — Sophia Valverde, atriz brasileira.
- 31 de agosto de 12 — Calígula, imperador romano (m. 41).
- 31 de agosto de 1880 — Guilhermina dos Países Baixos (m. 1962).
- 31 de agosto de 1992 — Nicolás Tagliafico, futebolista argentino.

## Mortes
- 1 de agosto de 1714 — Ana da Grã-Bretanha (n. 1665).
- 1 de agosto de 1787 — Afonso de Ligório, bispo católico italiano (n. 1696).
- 2 de agosto de 1589 —  Henrique III da França (n. 1551).
- 2 de agosto de 1923 — Warren G. Harding, político norte-americano (n. 1865).
- 4 de agosto de 1578 — Sebastião I de Portugal (n. 1554).
- 4 de agosto de 1849 — Anita Garibaldi, companheira do revolucionário Giuseppe Garibaldi (n. 1821).
- 4 de agosto de 1859 — João Maria Vianney, sacerdote e santo católico francês (n. 1786).
- 5 de agosto de 1955 — Carmen Miranda, atriz e cantora luso-brasileira (n.1909).
- 7 de agosto de 1957 — Oliver Hardy, ator cômico estadunidense (n. 1892).
- 7 de agosto de 1978 — Orlando Silva, cantor brasileiro (n. 1915).
- 8 de agosto de 1867 — Sarah Austin, escritora e tradutora britânica (n. 1793).
- 8 de agosto de 2004 — Fay Wray, atriz estadunidense (n. 1907).
- 10 de agosto de 258 — Lourenço de Huesca, mártir católico (n. 225).
- 10 de agosto de 1883 — Luis Piedrabuena, militar argentino (n. 1833).
- 10 de agosto de 1997 — Conlon Nancarrow, compositor mexicano (n. 1912).
- 12 de agosto de 30 a.C. — Cleópatra, rainha do Egito (n. 69 a.C.).
- 12 de agosto de 1869 — João Manuel Mena Barreto, militar brasileiro (n. 1824).
- 12 de agosto de 1885 — Helen Hunt Jackson, escritora estadunidense (n. 1830).
- 12 de agosto de 2014 — Lauren Bacall, atriz estadunidense (n. 1924).
- 15 de agosto de 258 — Tarcísio, santo romano (n. 245).
- 15 de agosto de 1860 — Juliana de Saxe-Coburgo-Saalfeld, nobre russa (n. 1781).
- 16 de agosto de 1977 — Elvis Presley, cantor, compositor e ator estadunidense (n. 1935).
- 16 de agosto de 2018 — Aretha Franklin, cantora estadunidense (n. 1942).
- 17 de agosto de 1990 — Pearl Bailey, atriz e cantora estadunidense (n. 1918).
- 17 de agosto de 2017 — Paulo Silvino, ator e humorista brasileiro (n. 1939).
- 17 de agosto de 2024 — Silvio Santos, apresentador e empresário brasileiro (n. 1930).
- 19 de agosto de 1680 — João Eudes, santo católico francês (n. 1601).
- 20 de agosto de 1153 — Bernardo de Claraval, santo católico francês (n. 1090).
- 22 de agosto de 1976 — Juscelino Kubitschek, ex-presidente do Brasil (n. 1902).
- 24 de agosto de 1954 —  Getúlio Vargas, militar e ex-presidente do Brasil (n.1882).
- 27 de agosto de 1975 — Haile Selassie, imperador etíope (n. 1892).
- 28 de agosto de 2020 — Chadwick Boseman, ator, diretor e roteirista estadunidense (n. 1976).
- 30 de agosto de 1831 — Luísa de Saxe-Gota-Altemburgo (n. 1800).
- 30 de agosto de 1961 — Charles Coburn, ator estadunidense (n. 1877).
- 30 de agosto de 1972 — Dalva de Oliveira, cantora brasileira (n.1917).
- 31 de agosto de 1997 — Diana, Princesa de Gales (n. 1961).